# Вторая лига Румынии по футболу
Вторая Лига Румынии по футболу (рум. Liga a II-a) — вторая лига в системе лиг Румынии по футболу, после Лиги I.

## Формат
До сезона 2016/17 Лига II была разделена по региональному принципу на Серию I, в которой выступали команды из восточной части Румынии и Серию II, состоящую из команд западной части Румынии. Победители и команды занявшие 2-е места в Серии I и Серии II выходили в Лигу I, команды занявшие последние 3 места в каждой из серий выбывали в региональную Лигу III.
С сезона 2016/17 в Лиге II выступают 20 команд. Первые 2 команды выходят в Лигу I, 5 последних команд выбывают в региональную Лигу III.

## Лига II в сезоне 2022/23
- Бая-Маре
- Брашов
- Вииторул (Тыргу-Жиу)[англ.]
- Глория (Бузэу)
- Динамо (Бухарест)
- Думбрэвица[англ.]
- Конкордия (Кьяжна)
- Металоглобус (Бухарест)[англ.]
- Оцелул (Галац)
- Политехника Тимишоара[англ.]
- Политехника (Яссы)
- Прогресул Спартак (Бухарест)[англ.]
- Рипенсия (Тимишоара)
- Слатина[англ.]
- КСА «Стяуа» (Бухарест)
- Униря (Деж)[англ.]
- Униря (Констанца)[англ.]
- Униря (Слобозия)[англ.]
- Чиксереда (Меркуря-Чук)[англ.]
- Шелимбэр[англ.]